# Аджа Экапад
Аджа Экапад (Санскр. अज एकपद्, буквально — «одноногий козёл») — божество ведийской мифологии, обычно относимое к классу воздушных (атмосферных), посредник между небом и землёй.
Его имя интерпретируется как метафора молнии, зооморфный символ молнии, грома. Считается, что имя «Аджа Экапад» скрывает подлинное имя божества, остающееся неизвестным. В эпосе имя Аджа Экапад (Аджайкапад) употребляется как изображение одного из 11 рудр, а также как эпитет Шивы.
Неоднократно упоминается в «Ригведе», причём, как правило, вместе с Ахи Будхнья. Эти два божества объединены в едином домашнем ритуале, где им совершают возлияния. Аджа Экапада называют в числе небесных божеств, иногда даже интерпретируют его суть как солнце («Нирукта» XII 29), а также соотносят с Агни. По мнению американской исследовательницы С. Крамриш, верхний и нижний полюса циклического пути Путана, соотносимого с солнцем, соединены вертикальным путём, символизируемым именем «Аджа Экапад».